# Parque nacional de Botum Sakor
El Parque nacional de Botum Sakor es un parque nacional de Camboya. Situado en la costa del Golfo de Tailandia, Botum Sakor es una península al sudoeste de las montañas de Cardamomo. El parque nacional cuenta con 183.408 hectáreas de tierra y se extiende por tres distritos de la provincia de Koh Kong: Kiri Sakor, Botum Sakor y Koh Kong. El parque está bajo la administración del Ministerio de Medio Ambiente de Camboya.
La mayoría de la superficie de Botum Sakor está integrada por suaves pendientes de tierras bajas y planicies inundables.